# Neomitranthes
Neomitranthes é um género botânico pertencente à família Myrtaceae.

## Espécie
Species include:
- Neomitranthes cordifolia (Legr.) Legr.
- Neomitranthes langsdorfii (Berg) Mattos

1. ↑  «Neomitranthes — World Flora Online». www.worldfloraonline.org. Consultado em 19 de agosto de 2020